# Скандинавская молодёжь
Скандинавская молодёжь, Нурдиск унгдум (швед. Nordisk ungdom) — шведская правоэкстремистская молодёжная организация.

## История

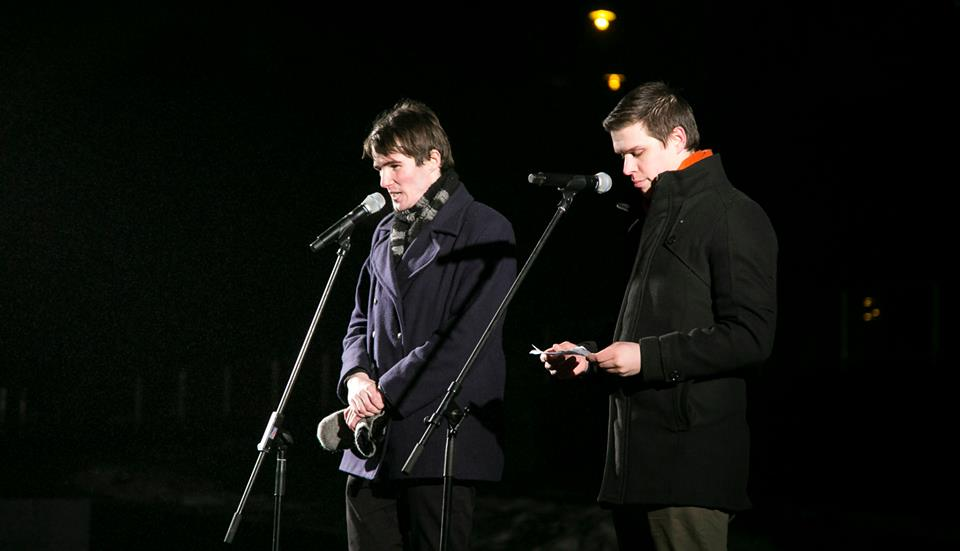
Фредрик Хагберг и эстонский политик Руубен Каалеп на факельном шествии, организованном Консервативной народной партией Эстонии

«Скандинавская молодёжь» была основана в январе 2010 года бывшими членами союза «Национал-демократическая молодёжь», среди которых были Патрик Форсен и Андреас Нюберг.
Организация отметилась рядом громких акций. В частности, весной 2010 года она активно выступала против строительства мечети в Гётеборге. В июне 2010 года на сайте «Скандинавской молодёжи» была опубликована фотография, на которой была запечатлена домашняя дверь председателя Умеренного молодёжного союза Никласа Вюкмана, испачканная красной краской, напоминающей кровь. Это произошло после того, как Вюкман высказался в поддержку действий Израиля в ходе задержания судов «Флотилии свободы», пытавшейся прорвать блокаду сектора Газа.
В том же году организация на своём сайте высказала симпатии участникам акции, в ходе которой те в знак протеста против создания общества всеобщей слежки разбили в Стокгольме полсотни камер слежения. Однако она сделала оговорку, что не призывает никого уничтожать видеокамеры.
В августе 2010 года художественная школа Сёдертелье расписала одну из опор Меларского моста в виде пакета молока, на котором стояла надпись «мультикультурализм — 100 % питание». Вскоре слово «питание» была замазано и поверх него нанесено слово «упадок». Ответственность за эту акцию взяла на себя «Скандинавская молодёжь».
В октябре 2010 года она призвала жечь флаги ЕС как символ оккупации Швеции.
В феврале 2011 года члены организации провели акции против несовершеннолетних беженцев, прибывающих в страну без родителей. Поводом для этого послужили заявления в полицию о якобы имевших место с их стороны сексуальных домогательствах к малолетним девочкам в аквапарке Хусбюбадет.
В мае 2013 года в ходе беспорядков в предместьях Стокгольма организация была замешана в создании народных дружин с целью защиты «шведских» районов.
В феврале 2014 года на сайте движения появилась заставка с надписью на английском языке «Помогите нам помочь революции! Поддержите свободную Украину!» и призывом делать пожертвования.
В начале февраля несколько активистов «Скандинавской молодёжи» во главе с международным координатором организации Фредриком Хагбергом посетили «Киев, чтобы поддержать украинскую революцию». Затем последовало второе посещение с ещё большим количеством активистов.
«Скандинавская молодёжь» не афиширует своих контактов с украинским «Правым сектором», но во время событий в Киеве на её сайте появились фотографии активистов организации, позирующих на фоне штаб-квартиры «Правого сектора». Согласно заявлениям Хагберга, «Скандинавская молодёжь» положительно относится к революции и партии «Свобода». На вопрос журналистов об отношении к антисемитским заявлениям Олега Тягнибока Хагберг отказался давать какие-либо комментарии.
18 февраля 2014 года Хагберг произнёс речь перед участниками Майдана. «Я стою здесь как швед, однако та страна, из которой я родом, уже больше не Швеция», — заявил он. Хагберг подверг критике ЕС и внутреннюю политику шведских властей, подавляющих любые формы оппозиции и поощряющих иммиграцию. Среди прочего, он также предостерёг от нормализации гомосексуализма, уничтожения гендерной идентичности и смешения этносов. Хагберг указал участникам Майдана, что всё это ждёт Украину, если она решит последовать примеру Швеции. Позднее речь была размещена на нескольких правоэкстремистских сайтах.
После этой речи Хагберг был уволен из Лейб-гвардии, где он служил с марта 2013 года. Официальной причиной для увольнения послужило появление нескольких клипов, в которых он проявляет нетерпимость и расизм.
2 августа 2019 года скандинавская молодёжь  объявила о закрытии организации, так как не считала условия продолжения деятельности плодотворными 

## Идеология
Фонд «Экспо», распространяющий информацию о проявлениях этнической и расовой нетерпимости, характеризует «Скандинавскую молодёжь» как неонацистскую организацию, однако её члены не согласны с таким определением. Она не имеет определённой политической программы и выступает за «любовь, идеализм и честность». Её члены называют себя «политическими художниками, чьей целью является провокация, облагораживание и пробуждение человеческих чувств».
Согласно мнению членов организации, мир разнообразен, вследствие чего необходимо защищать шведскую культуру путём борьбы с интеграцией, империализмом и мультикультурализмом. По их мнению, следует стремиться к народной общности, для чего необходимо создать гомогенную белую нацию.
Они выступают за свободную Европу, ведут пропаганду в пользу единого Европейского фронта и одновременно подчёркивают исключительность скандинавов. Они выступают в пользу занятий спортом и против общества потребления. Организация также считает, что в рамках Евросоюза должен превалировать принцип принятия решений на местах.

## Символика
Логотип «Скандинавской молодёжи» представляет собой чёрный круг, в центре которого помещён золотой лев с королевской короной на голове. Надо львом размещается надпись «Nordisk Ungdom», под ним — «Skandinavien». Лев взят с герба древнего королевского рода Фолькунгов.